# Odussia
Az Odussia egy archaikus latin nyelven íródott irodalmi mű Livius Andronicus római költő eposz Homérosz görög nyelvű, Odüsszeia című eposzát fordította latinra. A műből csak alig néhány töredék maradt ránk, részben hexameterekben, az epika klasszikus versmértékében, de a klasszika-filológusok nagy része ezt későbbi hozzáköltésnek tartja.
Az Odussia Odüsszeusz útjának egy erősen rövidített, és romanizált változata, de egyben az első latin nyelvű és egyben az első római irodalmi mű. Míg korábban az a vélemény uralkodott, hogy a fordítás alapvetően az iskolai oktatás számára készülhetett, ma az előkelő családok számára készült előadásnak tartják (Jörg Rüpke).